# Malësi e Madhe
Malësi e Madhe (albánsky Rrethi i Malësisë së Madhe) je municipalita, dříve okres, v Albánii v kraji Skadar. Žije zde přibližně 37 000 obyvatel (2004, odhad) a jeho rozloha je 897 km². Nachází se v severní části země, hlavním městem okresu je Koplik.